# Mariella Mularoni
Mariella Mularoni (ur. 15 października 1962 w San Marino) – sanmaryński polityk, nauczycielka i parlamentarzysta, od 1 października 2019 do 1 kwietnia 2020 Kapitan regent San Marino wraz z Lucą Boschim.

## Życiorys
Ukończyła studia z języka i literatury angielskiej na Uniwersytecie Bolońskim. Od 1987 jest nauczycielką języka angielskiego w gimnazjum i szkole średniej w Titano. Działała także w organizacji charytatywnej Rotary, organizując niektóre jej wydarzenia. W latach 90. wstąpiła do Chrześcijańsko-Demokratycznej Partii San Marino, od 2013 należy do jej rady generalnej, a od 2014 – do zarządu. W 2013 i 2016 wybierano ją do Wielkiej Rady Generalnej. Objęła w niej funkcję m.in. wiceszefa swojej frakcji i wiceprzewodniczącej grupy międzyparlamentarnej. 16 września 2019 wybrana została jednym z dwóch kapitanów regentów San Marino na półroczną kadencję rozpoczynającą się z dniem 1 października.
Jest mężatką, ma dwie córki.